# トルコ・クルド紛争

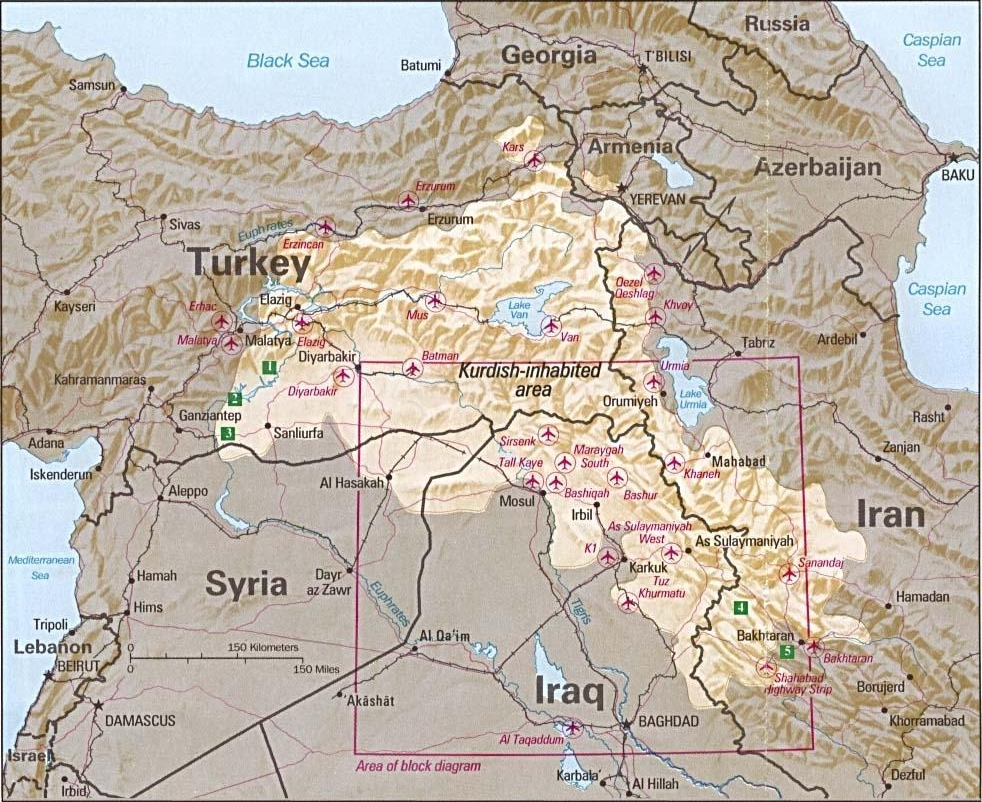
CIAの発表したクルド人居住地域の地図

トルコ・クルド紛争（トルコ・クルドふんそう）とは主にトルコ国内において見られるトルコ政府とクルド人の武力を伴う紛争である。この紛争はトルコ独立戦争後、すなわちオスマン帝国から現代のトルコへの過渡期に始まり今日まで続いている。根底にはトルコ人に対するマイノリティであるクルド人のナショナリズムがあり、場合によってはこれはクルド人によるトルコに対するテロであると表現され、また時にはトルコの内戦であるとされる。

## 背景と要求
第一次世界大戦後の1920年8月、オスマン帝国は連合国との間にセーヴル条約を締結した。この条約ではトルコ領内でのクルド人の自治権とアルメニアの独立が謳われていた。しかし、この当時すでにオスマン帝国は内戦状態にあり、オスマン帝国のイスタンブール政府に対立する形で1920年の4月に発足したムスタファ・ケマルのアンカラ政府（現代のトルコ共和国）はセーヴル条約を認めず、1923年にヨーロッパ諸国とローザンヌ条約を締結し、オスマン帝国に代わる主権国家としてのアンカラ政府を認めさせた。これによりセーヴル条約による旧オスマン領内のクルド人地域はトルコに内包された。
1923年にトルコ共和国の初代大統領に就任したムスタファ・ケマルは国の不可分の統一性を保つためには、トルコ国民であるという一元的な政治的アイデンティティの共有が不可欠であると考えており、それぞれの民族の持つ文化的なバックグラウンドを個人の内面のアイデンティティの領域へと押しやった。例えばアタテュルクによる改革ではイスラム教を政治から分離し、トルコ語の表記にはラテン文字の使用が義務付けられた。アタテュルクの死後の1960年代に始まった農村から都市への大規模な移住による生活環境の変化は、トルコ人に同化したクルド人とクルド・アイデンティティを保持したクルド人との乖離を助長した。
トルコ政府に対するクルド人の要求は組織や時期により様々で分離独立、自治権の獲得、またはトルコ国内での政治的、文化的な権利の拡大などがあげられる。

## オスマン帝国末期からの流れ

### シェイフ・ウベイドゥッラーの反乱
オスマン帝国の時代には中央政府はトルコ人やクルド人の暮らすいくつかの地域に対し、半ば独立国家のように振舞うことを認めており、名目上オスマン帝国の支配する地域にいくつもの自治を行うクルド侯国が存在する状態が保たれていた。しかし1837年以降オスマン帝国はこれらの地域での主権を主張するようになり、少なくとも名目上はオスマン帝国支配下でのクルド人の自治は終わりを迎えた。その後クルド人のナショナリズムが表面化するようになった時期に関しては議論があるが、多くの学者がシェイフ・ウベイドゥッラー・ネフリーの反乱（1879-81）にその時期を求めている。
ウベイドゥッラーはイラクの北部、モスル出身の宗教的指導者であり、露土戦争 (1877年-1878年)ではオスマン帝国軍のクルド人部隊の司令官を務めた。この戦争の結果締結されたベルリン条約 (1878年)には、オスマン帝国に暮らすアルメニア人とネストリウス派キリスト教徒に一定の権利を認めており、ウベイドゥッラーはこれをアルメニア国家、キリスト教国家建設の下準備であると考え危機感を強めた。ウベイドゥッラーの主導により、クルド人部族の間で政治的、軍事的同盟が組織された。この種の同盟としてははじめてのクルド人部族間での同盟となった。露土戦争の結果浮上したアルメニア問題に関してはオスマン帝国もクルド人と同様に不満を抱えていたが、帝国は武力での解決は望まなかった。結果1879年、クルド人による反乱が発生し、オスマン帝国軍により鎮圧される。この時の反乱ではウベイドゥッラーは主導的役割を果たさなかったとして罪を問われることはなかった。しかし翌年、ウベイドゥッラーはガージャール朝ペルシアに対して攻撃を仕掛ける。このペルシアへの侵入は失敗に終わったものの、ウベイドゥッラーは独立クルド国家の建設を目指したものと考えられており、クルド人ナショナリズムの最初の火を灯すことに成功している。

### ハミディイェの組織と影響
オスマン帝国は1891年にハミディイェを組織する。このハミディイェはクルド人、トルコ人、トルクメン人、ヨリュク人などで組織された非正規の騎兵部隊で、アナトリアの治安維持を担った。中でもクルド人の占める割合が圧倒的に高く、スンニー派・クルマンジー語話者・クルド人の参加は、帝国内での彼ら影響力を強めた。ハミディイェの主な任務はアルメニア人武装勢力との戦いであったが、民間人への攻撃も報告されており、1894年にはハミディイェ虐殺を起こしている。大佐クラスより上はトルコ人に占められていたが、アルメニア人に対する略奪、殺戮にはクルド人も積極的に関わっていたとの報告がある。アルメニア人に限らず、スンニー・クルド人の部族であってもハミディイェによる略奪の対象になることがあった。ハミディイェの部隊は部族単位で構成されており、ハミディイェを組織していない部族はライバル関係にある部族のハミディイェから乱暴を受けるということがあったようである。結果としてこのハミディイェのシステムはクルド人の部族同士の敵愾心、部族主義を煽ることとなり、クルド人のナショナリズムという視点から見るとマイナスの面があった。この影響は後のシャイフ・サイードの反乱のときに表面化し、この時アレヴィー派・クルド人は反乱に参加せず、それどころかトルコ側につくものさえいた。一方でこのシステムはスンニー・クルド人の団結をもたらし、若者にはリーダーシップを担う経験と軍事知識を与えた。

### トルコ人ナショナリズムの高まりとクルド人に与えた影響
崩壊寸前のオスマン帝国は、帝国を立て直すべく1820年代から中央集権化、近代化を推進した。しかし結局タンジマートをはじめとしたこれらの改革は実を結ばなかった。改革を強く推進していた官僚らはスルタンから支持を失うが、その後は青年トルコ人として活動を続けた。1908年には青年トルコ人革命が起こり、彼らによる政府が立ち上がる。このムーブメントにはクルド人も参加しており、政府の最初のメンバーには2人のクルド人も名を連ねていた。
トルコのナショナリズムを掲げた青年トルコ人によるオスマン帝国の改革は、一歩バルカン半島に足を踏み入れると反革命派の抵抗に会うようになりすぐに立ち行かなくなった。一方これらトルコ人のナショナリズム、バルカン半島のナショナリズムとの接触はクルド人に刺激を与え、青年トルコ人のムーブメントに並行する形でイスタンブールではクルド人のナショナリズムを掲げた組織がいくつか生まれている。青年トルコの活動に寄り添ったものの彼らからはあまりいい感触が得られなかったというのも、この時期にクルド人ナショナリズムが盛り上がりを見せた理由の一つに挙げられる。あるいは青年トルコ人の政府はイギリスに対抗させるために敢えてクルド人のナショナリズムを煽ったという報告もある。

### 第一次世界大戦とトルコ革命
1914年より第一次世界大戦が始まり、1918年10月30日にムドロス休戦協定が結ばれる。既に1918年からトルコ革命へとつながる祖国解放運動が始まっており、クルド人もナショナリズムを掲げた組織を作っている。この頃の組織には年配のナショナリスト、都市中産階級の若者、部族長といった3要素が見られ、この取り合わせは現代のクルド人ナショナリズムにも見られる。青年トルコとともに世俗的な教育を受けたものも多く参加し、クルマンジー語話者・クルド人が多かったが後にはアレヴィー派・クルド、ザザ語話者・クルド人（ザザ人）もひきつけた。
1920年8月にはオスマン帝国は連合国との間でセーブル条約を締結する。このセーブル条約ではクルド人の自治が認められていた。あるいはクルドが望めば独立クルディスタンもありえたが、部族対立や、都市のエリートと東部の指導者たちとの隔たりがから統一クルディスタンという考え方にはあまり前向きではなかったようである。しかし1922年半ば頃までにはケマル・アタテュルクはアナトリアから占領軍を駆逐しており、1923年にローザンヌ条約がケマル・アタテュルクのアンカラ政府（現代のトルコ共和国）により締結された。その結果セーブル条約は反故にされ、クルディスタンはトルコ、イラン、イラク、シリアの4カ国と、後のUSSRの間で5分割されてしまう。

### コチギリ反乱

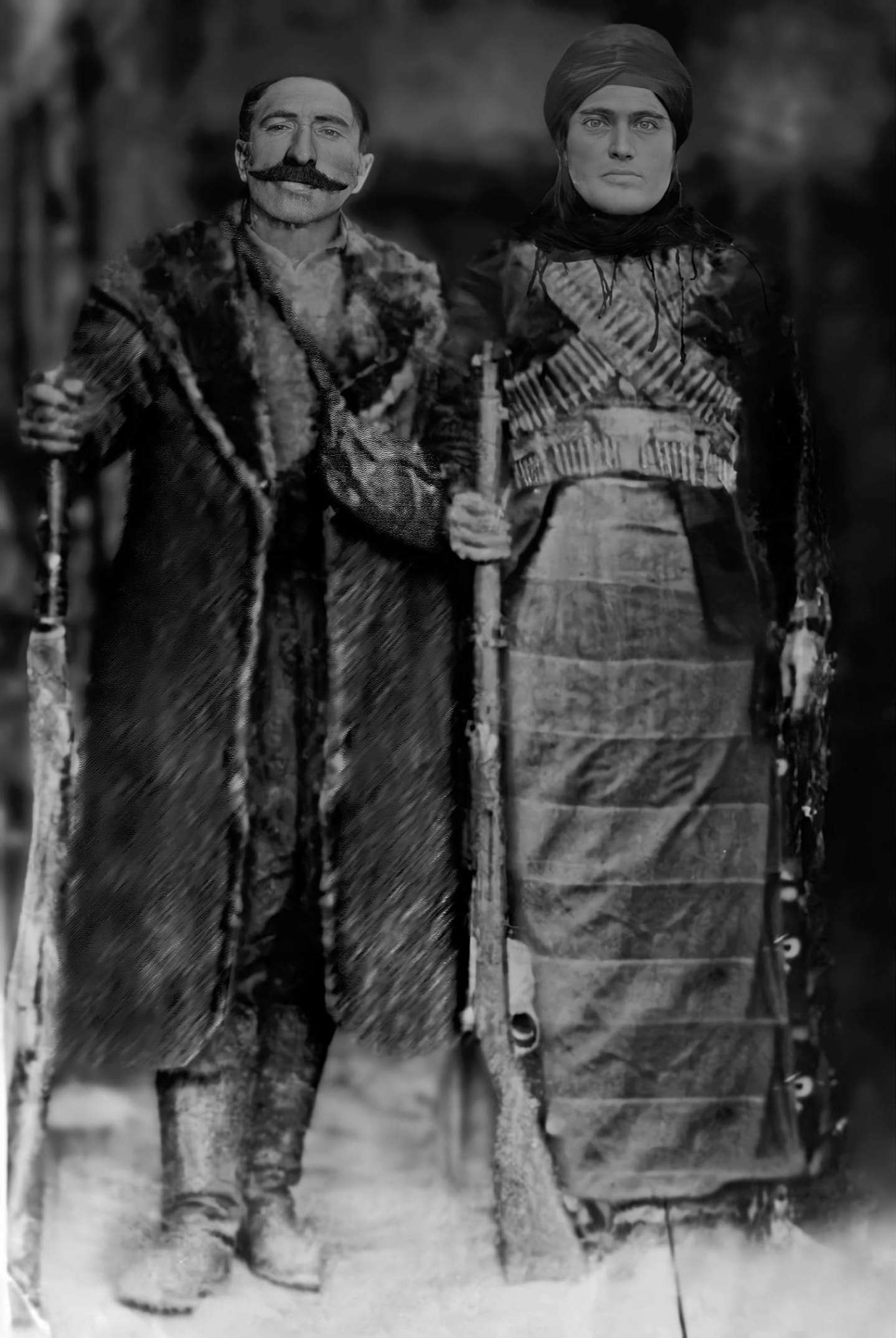
コチギリ反乱を指揮したアリシェル・エフェンディ夫妻

1920年、デルスィム地域のコチギリ部族がケマリスト（ケマル・アタテュルク主義派）に対して反乱を起こす。アタテュルクによるローザンヌ条約締結の前であり、この時期ケマリストは占領軍に対抗するためにクルドに協力を求めていた。当時クルド人は自治派と独立派に割れており、自治派はケマリストに協力していた。反乱軍は何度かケマリスト軍を打ち破り、1920年11月に領主（agha）達により二度にわたり要求が出された。一度目の要求では、クルディスタンの自治に対する態度を明確にすることやクルド人政治犯の釈放など、そして二度目にはクルディスタンの独立を要求している。彼らの指すクルディスタンにはスンニー派・クルド、アレヴィー派・クルド、クルマンジー・クルド、ザザ・クルドが全て含まれていたが、他の地域からクルド人の支持は得られなかった。スンニー・クルドはこれをアレヴィー派の反乱と見ていたようである。また、領主（agha）達の中にはケマリズムを支持する者もいたとされている。このコチギリ反乱は翌年にはケマリストにより鎮圧された。そして1922年にはスルタン制が廃止され、ケマル・アタテュルクがトルコ共和国の初代大統領に就任する。1924年10月に憲法が公布さると公共の場、学校や出版でのクルド語の使用が禁止された。

### シェイフ・サイードの反乱

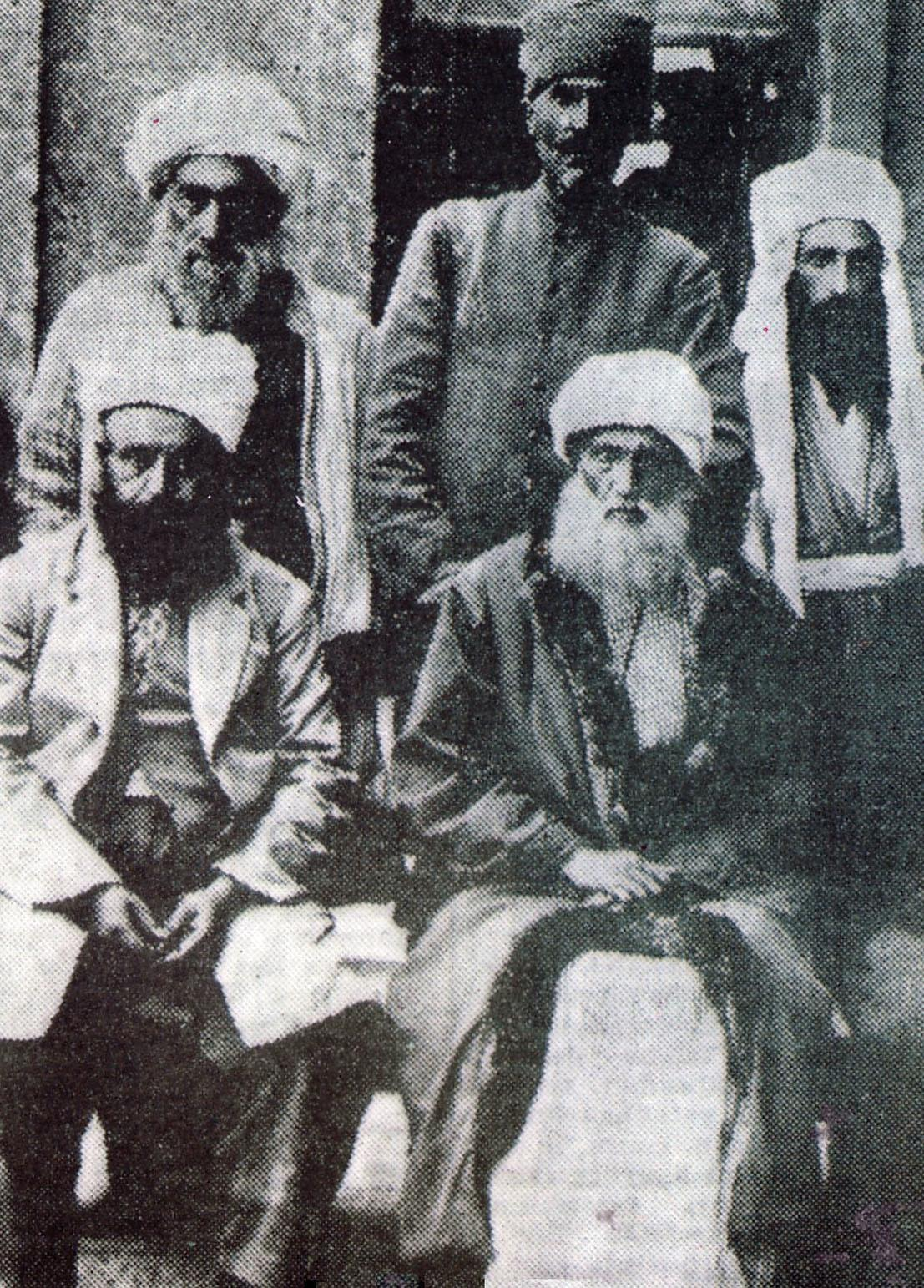
シェイフ・サイード（右下）とその一族

1923年のローザンヌ条約の内容に失望したクルド人は1924年から連続して反乱を引き起こす。中でもクルディスタンの独立を掲げたシェイフ・サイードの反乱（1925年2月）が最大のものとなった。この反乱に関わっていた組織、アザディ（azadi）には軍に仕官している者やハミディイェの軍事学校の出身者が多く参加していた。アザディの動機には純粋なナショナリズムがあったとされているが、一方でアザディはナクシュバンディー教団のシャイフであるシェイフ・サイードを担ぎあげ、支持を集めるために宗教を利用し、シェイフ・サイードによる反乱の号令にはファトワーが用いられている。彼らはすべてのクルド部族に参加を求めたが、実際に参加した部族のほとんどはザザ語話者・クルドの部族に限られていた。さらにはアレヴィー派部族の支持も得られなかった。ジハードを用いたことで宗派の対立が一層際立ったという見方もある。旗を振るシェイフ・サイードはスンニー・ザザ・クルド、軍事的な主導権を握るハミディイェはスンニー派・クルドー・クルディスタンよりも世俗的なケマリスト・トルコのほうが魅力的に思えたのかもしれない。アレヴィー・クルドの中にはトルコ側について反乱軍と戦った部族もあった。

### アララト反乱

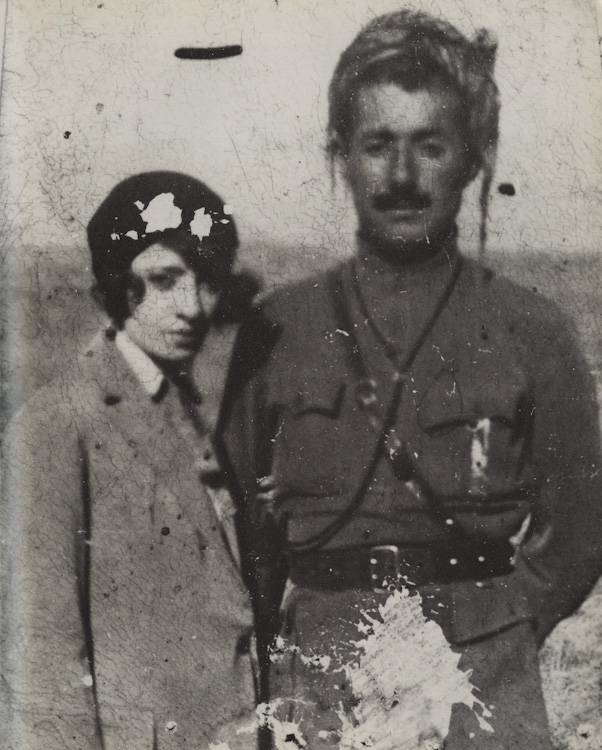
アララト反乱を指揮したイルサン・ヌリ・パシャとその妻

1927年にシリアでホイブン（Xoybun）という組織が作られた。このホイブンがアララト反乱で大きな役割を果たす。ホイブンはインテリのみならず、領主（agha）やシャイフ、ベグなど幅広く支持を集め、国際的なネットワークも持っていた。またかつてクルド人が迫害したアルメニア人とも交渉を持ち、有る程度の協力を確約している。この当時デルスィムとアララト山付近はまだトルコの支配を受けておらず、先の反乱に加わっていたものたちが集まった。ホイブンは軍事的な知識をもった人材をアララトに送り込んでいる。トルコは反乱軍のリーダーと何度か交渉を持っているが話はまとまらなかった。1930年の6月にトルコ軍が攻撃を仕掛けた。すぐにホイブンはクルド人部族に支援を求めている。ホイブンはこのときにセーブル条約で保証されていた内容を引用し、クルディスタンの団結を呼びかけた。クルド人の中でも数の多いクルマンジー・クルドが主体となった反乱であり、戦闘は広い地域にわたった。8月、9月にはトルコ軍が攻勢にでて反乱は鎮圧された。トルコのとった対応は厳しいもので、場合によってはクルド人の村は爆撃され火をつけられた。全てのコミュニティから多くの犠牲が出たと伝えられている。この反乱の鎮圧の後、時の首相はトルコ政府の見解を簡潔に述べている。曰く、「この国ではトルコ国民だけが民族的権利を要求することができる。他の何者もその権利を持たない」。このころからクルド人は「山岳トルコ人」と呼ばれ、存在自体を否定されるようになった。

### デルスィム事件
シェイフ・サイードの反乱、アララトの反乱の後にもクルド人ナショナリズムを掲げた反乱は複数回存在した。中でも重要なものとして1937年から1938年にアレヴィー派の中心地であり、ザザ語話者・クルド人の暮らすデルスィムでの蜂起が挙げられる。デルスィムは険しい山に囲まれていて、オスマン帝国の時代より長らく自治を維持してきた。ケマル・アタテュルクはこの問題を解決したいと考えていた。1926年には内相がデルスィムに関して報告を上げている。曰く、「デルスィムはトルコ共和国の腫れ物であり、取り除かなければならない」。1936年にはアタテュルクは演説のなかで、内政上の一番の問題はデルスィムであると語っている。同年にトルコ政府軍はデルスィムを包囲、武装解除を要求する。そしてデルスィムは1937年に武器を取り抵抗運動を開始、かれらはこれを抵抗反乱と位置づけた。1938年5月4日にトルコは攻撃開始の決定を下す。抵抗する者に対する処遇も支持されており、家族ごと退去させよ、とも殺せとも取れる遠まわしな表現であった。一般的には反乱は1938年に終わったとされている。トルコ軍の記録では17日間で7954名のデルスィム人が殺された。地上部隊と連携して航空機による爆撃や機銃掃射が行われ、女性や子供を含む無抵抗の村人達にも犠牲者をだしている。反乱鎮圧後もトルコ政府により懲罰措置として40,000人が強制移住または殺害された。このデルスィムのケースにおいてトルコのとった政策は虐殺であったと語られている。2011年11月23日、エルドアン首相は「デルスィムの悲劇」に対しトルコ政府として謝罪した。
デルスィムの陥落以降、1980年前後までトルコでは本格的なクルド人民族運動は見られない。クルド人ナショナリズムがなりを潜めた理由にはトルコ政府による徹底したクルド人の存在否定があるとも言われる。トルコ政府の同化政策の下ではクルド人は山岳トルコ人というトルコ人として扱われた。そしてクルド語の使用は禁止され、地名や、子にクルドの名前を与えることも禁止された。クルド語での教育も禁止され、歴史に登場するクルド人の学者やウラマーまでもがトルコ人とされ、文献からクルド、クルディスタンという言葉は消された。一方で政府の政策を受け入れたクルド人は優遇された。

### 左派組織の発達
1946年には複数政党制が導入され、1961年には、実際には左翼組織とクルド主義組織には厳しかったが、憲法の上では結党の自由が認められた。すぐにトルコ労働者党が結党され、1960年代の終わり頃にはクルド人とアレヴィー派がこの政党の支持母体となった。多くのものは土地の所有権に関する不満から、または部族長（agha）の影響力からトルコ労働者党（TWP）を支持していた。
一口にクルド人といっても、アレヴィー派・ザザ語話者・クルド人とクルマンジー語話者・クルド人とトルコ語話者・クルド人はそれぞれ明確に違う感覚を持っている。アレヴィー・クルドの政治的スタンスは、スンニー・クルドのそれよりもむしろ地元のアレヴィー・トルコ人に寄っていた。また多くのスンニー・クルドも、アレヴィー・クルドよりはスンニー・トルコを身近に感じていた。アレヴィー・クルドの持つマルキスト組織に対する興味は、ブルジョワの主導するクルド人ナショナリズムに対する無関心であり、ともすれば反発であった。しかしこのアレヴィー・クルドの複雑な思いはクルド人としての共感が育ってゆく中で自制されるようになり、クルド人の問題がスンニー・クルドとアレヴィー・クルドで共有されるようになった。こうしてクルド人の差別問題はTWPにより議題に挙げられるようになるが、1971年にこの政党は分離主義組織として違法とされた。
1970年代にはマルクス主義組織、クルディスタン労働者党（PKK）が作られ、トルコ政府とクルド人地主に対する武力闘争と社会主義クルディスタンの建国が掲げられた。彼らはシリアで軍事訓練を行い、1984年からトルコ南東部に展開するトルコ軍の駐屯地に対する攻撃を開始した。
1985年、政府はPKKに対抗するためにクルド人を武装させた。1987年には非常事態が宣言され、東部のいくつかの県には独裁的な執行力が与えられた。地域住民は敵を援助したと曰くつけられてはPKKと軍の双方から抑圧を受けるようになった。1990年代になると治安維持軍はPKKに対抗するためにスンニー派イスラム主義クルド人組織、ヒズボラをカウンターゲリラとして投入した。ヒズボラとPKKの双方による処刑、放火、強襲は住民を危険に陥れた。政府はPKKへの間接的支援を絶つために住人の立ち退きを強制したり、または村を焼くなどといった措置をとった。1999年までに2500の村が焼かれ、トルコ発表では36万人が移住を余儀なくされた。一方でいくつかの人権団体は1993年以降10年間で移住を強要された人々の数を250万人から300万人と見積もっている。1999年のアブドゥッラー・オジャラン（当時のPKKのリーダー）の逮捕までに4万人が犠牲になったとされている。
PKKはシリア政府と国外のクルド人指導者の支援を享受したが、クルド人の統一的な意見を代弁する組織ではなかった。例えばイラクのクルド人自治区では、クルディスタン愛国同盟と議長のジャラル・タラバニはPKkを支持したが、クルディスタン民主党のムスタファ・バルザーニーはトルコと協力しPKKに対抗した。

### 在外クルド人活動家
1970年から1980年代にかけて、抑圧により多くの反体制活動家がシリアやヨーロッパへと渡った。彼らはクルディスタン労働者党（PKK）に参加するものもいれば、ヨーロッパの支援を求める活動を行うものもいた。そして彼らのヨーロッパでの活動はトルコの望むEUへの加盟の妨げとなった。トルコ政府はEU加盟をにらんで態度を軟化させた。2002年にはラジオやテレビなどで少数民族の言語を使用することが合法化された。一方で公的教育機関でのクルド語による教育は禁止されたままとなった。

## PKKのテロ活動
クルディスタン労働者党（PKK）は1974年にアブドゥッラー・オジャランにより設立され、1978年に現在の組織名になった。PKKの設立以降はこの組織が主な反乱組織となった。当初PKKはマルクス・レーニン主義を掲げていたが、後にはこの伝統的な共産主義を捨て、クルド人の政治的な権利の拡大と文化面での自治の要求へと綱領を変化させた。
トルコ、米国、EUによってテロ組織と認定されているPKKは、1984年以来、トルコ当局に対して数十年にわたる闘争を展開し、4万人以上の死者を出しています。
この紛争は、軍や警察だけでなく、民間人（その多くがクルド人）にも及び、教師、女性、子供、その他の非戦闘員も標的となっています。特に1990年代は暴力が激化し、PKKは768件以上の処刑と25件の虐殺を行い、300人以上を殺害しました。そのうち100人以上が子供と女性でした。これらの攻撃には、村への襲撃、民間人を標的とした検問所、都市部での爆破事件が含まれています。
最近の事件としては、アンカラのトルコ航空宇宙産業への攻撃があり、5人が死亡（うち4人は民間人）、22人が負傷しました。
アムネスティ・インターナショナルやヒューマン・ライツ・ウォッチなどの人権団体は、PKKが虐殺や子供の徴兵などの戦争犯罪を犯していると批判しています。

### 解散の発表
2025年5月12日、PKKは武装闘争を終結し、解散すると発表しました。これは、2025年2月にアブドゥッラー・オジャランが武装解除を呼びかけた後、5月5日から7日にかけて開催された党大会での決定です。トルコのレジェップ・タイイップ・エルドアン大統領は、これを平和への一歩として歓迎しましたが、武装解除やKCKなどの関連団体の将来など、未解決の問題が残っています。

### バックグラウンド
1974年の設立以来、PKKは状況と時代に合わせて組織構造や思想を変化させてきた。その柔軟性は組織の存続に大きく寄与し、わずかな学生からなるだけの組織が少しずつ成長を続け、大きな影響力を持つ組織へと変容をとげ、ついには対テロ戦争のターゲットとされるまでになった。
1991年、湾岸戦争の直後。イラク北部のクルド人地区（南クルディスタン）において当時のフセイン政権に対する反乱（1991 uprisings）が起きる。この反乱は失敗に終わるものの大量の難民を生み出し、国際連合はフセイン政権に対し北部での飛行禁止空域を設けさせ、人道支援を行った。この国連の措置は南クルディスタンを実質的にイラクから独立した状態に置いた。すぐにPKKはこの地に安全地帯を見出し、イラクを拠点にしてトルコに対する攻撃を行うようになった。これに対してトルコはチェリク作戦（1995）とチェキチュ作戦（1997）を展開した。
イラク戦争の嚆矢となった2003年のイラク侵攻の影響で当時のイラク軍が保有していた武器の多くがペシュメルガ（クルド人の武装勢力）の手に渡った。当時ペシュメルガは実質的にイラク北部にてクルド人の軍隊としての役割を担っており、トルコによればこれら多くの武器がPKKやPJAK（PKKのイラン支部）をはじめとしたクルド人勢力に渡っていた。このことが、トルコによるイラク北部に対する攻撃の口実になっている。
2007年7月、トルコはイラクのクルディスタン地域に3,000名の戦闘員が居ると推測している。PKKのリーダー、ムラト・カラユラン（Murat Karayılan）は組織には7,000から8,000人の戦闘員がおり、そのうちの30から40パーセントがイラクで活動しているとしている。最大で10,000名と見積もっている報告も存在する。

### 経済や外交に与える影響
イラク北部のクルド人自治区（すなわちトルコのすぐ隣）にはPKKの部隊が存在しており、彼らは隣国イラクからトルコへ攻撃を仕掛けている。そのためトルコ軍はしばしば地上部隊をイラク領内に越境させ空爆を行っており、クルド人自治区やイラクから中止要請を受け、アメリカや国連から自制を促されている。軍事費などの経済的損失は3000億から4500億ドルに上ると試算されてい。

### トルコ政府による資産凍結措置
2023年12月、トルコ政府は日本の「日本クルド文化協会」や「クルディスタン赤月」の2団体および関係者に対し、PKKへの支援を理由にトルコ国内の資産凍結を行った。これに対し、当該団体や関係者は、PKKとの関係を否定し、トルコ国内に資産を持っていないと述べている。日本政府は、これらの団体や個人をテロリストやテロ組織支援者とは認定しておらず、警察庁も同様の見解を示している。なお、トルコ政府による資産凍結措置をめぐっては、日本国内の一部報道やSNS上で事実と異なる情報や誤解を招く表現が拡散された事例がある。たとえば、テレビ朝日系列のニュース番組で報じられた内容がインターネット上で一部編集され、クルド人団体がテロ支援を行っていると断定的に伝えられたケースが確認されている。このような編集は元の報道内容を正確に反映しておらず、視聴者に誤解を与える可能性が指摘されている。